# Nova Jerusalém

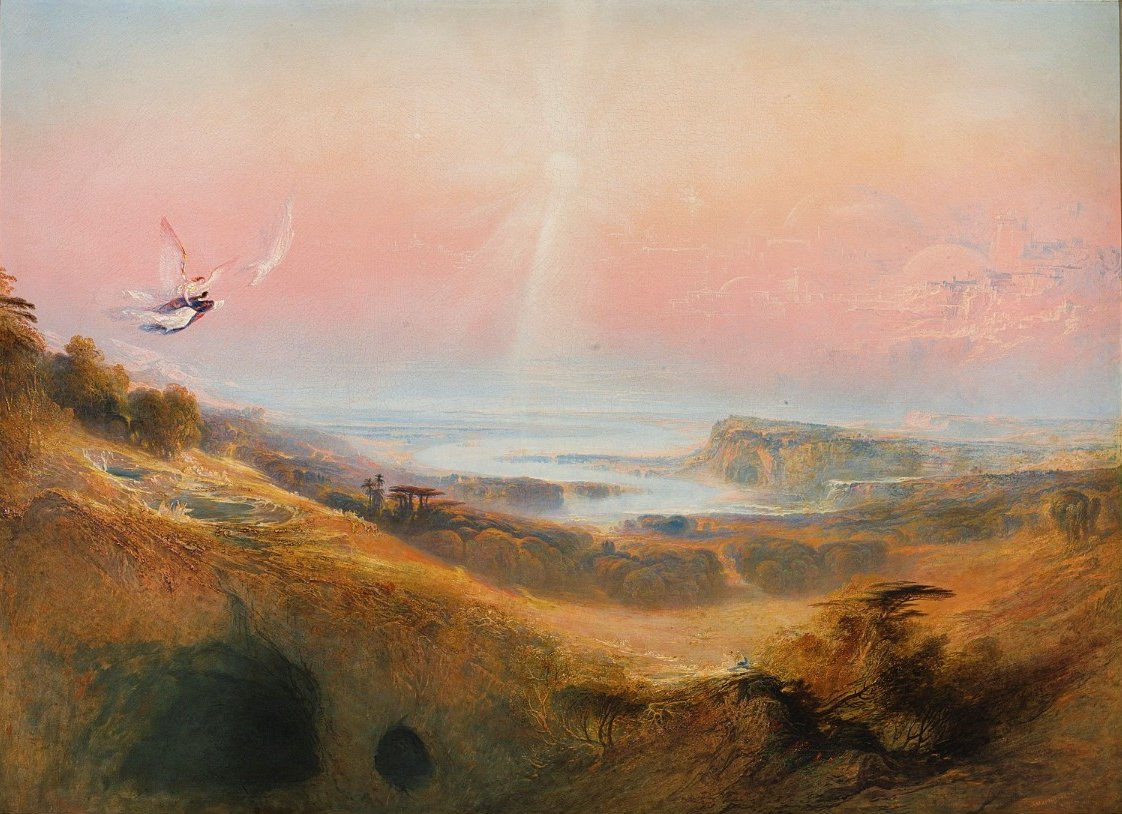
A Cidade Celeste com o Rio da Felicidade por John Martin, 1841.

Nova Jerusalém é conforme o livro do Apocalipse, da Bíblia, a cidade que Deus fará para os fiéis. Aí João de Patmos compara a cidade a uma noiva arrumada para seu marido.
A cidade é descrita como um quadrado de face igual a doze mil estádios, iluminada de forma excepcional, com um grande muro de cento e quarenta e quatro côvados com doze portas, e cada porta tinha uma Pérola correspondendo as 12 tribos de Israel.
A cidade não necessita de templo, nem do Sol e da Lua. No meio da cidade há uma praça com a Árvore da Vida.
E ali não haverá mais noite, e não necessitarão de lâmpada nem de luz do sol, por que o Senhor Deus os ilumina; e reinarão para todo sempre.

## Literatura
- Bernet, Claus: The Heavenly Jerusalem as a Central Belief in Radical Pietism in the Eighteenth Century, in: The Covenant Quarterly, 63, 4, 2005, p. 3-19.
- La Cité de Dieu, ed. by Martin Hengel, Tübingen 2000.
- La Gerusalemme celeste, ed. by Maria Luisa Gatti Perer, Milano 1983.
- Kühnel, Bianca: From the Earthly to the Heavenly Jerusalem. Representations of the Holy City in Christian Art of the First Millennium, Rom 1987.
- W. Tabbernee/Peter Lampe, Pepouza and Tymion: The Discovery and Archaeological Exploration of a Lost Ancient City and an Imperial Estate (deGruyter: Berlin/New York, 2008) ISBN 978-3-11-019455-5 und ISBN 978-3-11-020859-7